# Oreocharis sinensis
Oreocharis sinensis är en tvåhjärtbladig växtart som först beskrevs av Daniel Oliver, och fick sitt nu gällande namn av Mich. Möller och A. Weber. Oreocharis sinensis ingår i släktet Oreocharis och familjen Gesneriaceae. Inga underarter finns listade i Catalogue of Life.